# 864 (numero)
Ottocentosessantaquattro (864) è il numero naturale dopo l'863 e prima dell'865.

## Proprietà matematiche
- È un numero pari.
- È un numero composto con 24 divisori: 1, 2, 3, 4, 6, 8, 9, 12, 16, 18, 24, 27, 32, 36, 48, 54, 72, 96, 108, 144, 216, 288, 432, 864. Poiché la somma dei suoi divisori (escluso il numero stesso) è 1656 > 864, è un numero abbondante.
- È un numero semiperfetto in quanto pari alla somma di alcuni (o tutti) i suoi divisori.
- È un numero rifattorizzabile in quanto divisibile per il numero dei propri divisori.
- È un numero di Ulam.
- È un numero malvagio.
- È un numero pratico.
- È un numero di Harshad nel sistema numerico decimale, cioè è divisibile per la somma delle sue cifre.
- È un numero palindromo e un numero a cifra ripetuta nel sistema posizionale a base 35 (OO).
- È un numero potente.
- È un numero congruente.
- È parte delle terne pitagoriche (102, 864, 870), (252, 864, 900), (360, 864, 936), (473, 864, 985), (525, 1011, 985), (648, 1080, 985), (780, 1164, 985), (864, 990, 1314), (864, 1152, 1440), (864, 1330, 1586), (864, 1620, 1836), (864, 1848, 2040), (864, 2223, 2385), (864, 2520, 2664), (864, 2852, 2980), (864, 3402, 3510), (864, 3840, 3936), (864, 5148, 5220), (864, 5800, 5864), (864, 6885, 6939), (864, 7752, 7800), (864, 10350, 10386), (864, 11648, 11680), (864, 15540, 15564), (864, 20727, 20745), (864, 23320, 23336), (864, 31098, 31110), (864, 46652, 46660), (864, 62205, 62211), (864, 93310, 93314), (864, 186623, 186625).

## Astronomia
- 864 Aase è un asteroide della fascia principale del sistema solare.
- NGC 864 è un galassia spirale della costellazione della Balena.

## Astronautica
- Cosmos 864 è un satellite artificiale russo.